# This is the Place
Монумент «This is the Place» (англ. This is the Place Monument) — исторический памятник мормонским пионерам, исследователям и поселенцам американского Запада, расположенный в парке «This is the Place» на восточной стороне города Солт-Лейк-Сити, штат Юта, в устье Каньона переселенцев.

## История
С целью развития нецивилизованных территорий у западной границы США и после путешествия на 1300 миль через Великие равнины, 24 июля 1847 года второй президент Церкви Иисуса Христа Святых последних дней Бригам Янг остановил свою повозку вблизи места, на котором был основан город Солт-Лейк-Сити и сказал: «Вот это правильное место. Езжайте сюда», таким образом положив начало переселению мормонов в долину Солёного озера. С тех пор 24 июля стало ежегодно отмечаться в штате Юта как День пионеров.
До 1915 года на месте остановки повозки Бригама Янга стоял простой деревянный крест. В 1917 году Бригам Робертс и отряд бойскаутов установили на этом месте деревянный памятник. В 1921 году он был заменен на белый каменный обелиск, до сих пор стоящий к востоку от памятника 1917 года. История существующего монумента началась в 1937 году, когда скульптору и внуку Бригама Янга Махонри Янгу по заказу правительства штата Юта и комиссии из представителей различных конфессий было поручено проектирование нового, более крупного памятника. 24 июля 1947 года, на 100-летие переселения пионеров в долину, монумент был открыт восьмым президентом Церкви Джорджем Альбертом Смитом в присутствии почти 50 тысяч человек. В 1957 году группа частных лиц выкупила большую часть земли вокруг этого места и отдала его штату, чтобы предотвратить её коммерческое использование, в результате чего там был создан парк площадью более 1500 акров. В 2007 году монумент был отреставрирован.

## Композиция

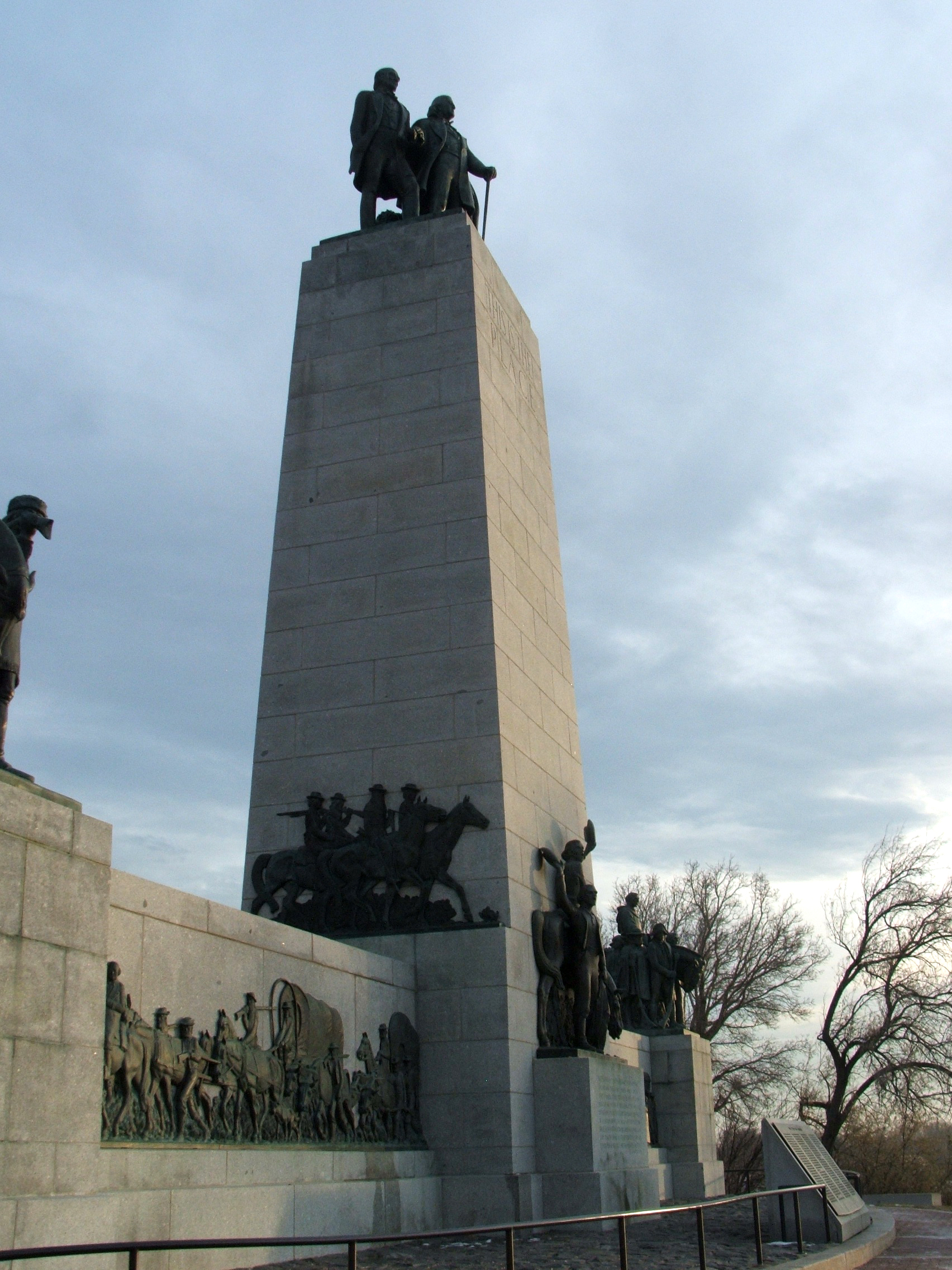
Вид на монумент, 2009 год.

Монумент представляет собой скульптурную композицию из гранита и бронзы высотой 60 футов (18 метров) и длиной 86 футов (26 метров), состоящую из трёх больших постаментов и двух стел между ними. На центральном и самом высоком постаменте расположены стоящие фигуры Хебера Кимбалла, Бригама Янга и Уилфорда Вудрафа. Чуть ниже надпись «Вот это место» (англ.  This is the Place). С двух сторон снизу он оформлен барельефами скачущих девяти всадников, а у основания двумя фигурами — Орсона Пратта (на коне) и Эрастуса Шоу (стоя), приветственно взмахивающих шляпами. На их постаменте цитаты из Книги пророка Исаии 2:2, 35:1:

Осанна! Осанна! Осанна! Для Бога и Агнца! Аминь! Аминь! Аминь! И будет в последние дни, гора дома Господня будет поставлена во главу гор и возвысится над холмами, и потекут к ней все народы. Возвеселится пустыня и сухая земля, и возрадуется страна необитаемая и расцветёт как нарцисс.
Оригинальный текст (англ.)HOSANNAH! HOSANNAH! HOSANNAH! TO GOD AND THE LAMB! AMEN! AMEN! AMEN! AND THE MOUNTAIN OF THE LORD'S HOUSE SHALL BE ESTABLISHED IN THE TOP OF THE MOUNTAINS AND SHALL BE EXHALTED ABOVE THE HILLS AND ALL NATIONS SHALL FLOW UNTO IT. THE WILDERNESS AND THE SOLITARY PLACE SHALL BE GLAD FOR THEM, AND THE DESERT SHALL REJOICE AND BLOSSOM AS THE ROSE.

У основания табличка о создании и истории монумента. На двух боковых стелах изображены вереницы повозок пионеров с семьями. На их обратной стороне шесть знаковых фигур истории штата: Этьен Прово, Вашаки, Питер Скини Огден, Бенджамин Бонневиль, Ян Десмет, Джон Фримонт. На двух крайних постаментах размещены скульптурные группы поселенцев, в том числе члены испанской экспедиции 1776 года, пионеры из отряда Доннера, а также трапперы Американской меховой компании во главе с Уильямом Эшли.